# یواس‌اس ال‌اس‌تی-۵۶۵
یواس‌اس ال‌اس‌تی-۵۶۵ (به انگلیسی: USS LST-565) یک کشتی بود که طول آن ۳۲۸ فوت (۱۰۰ متر) بود. این کشتی در سال ۱۹۴۴ ساخته شد.